# Alberto I da Baviera
Alberto I da Baviera (em alemão:  Albrech von Bayern e em neerlandês:  Albrecht van Beieren), (Munique, 25 de julho de 1336 — Haia, 13 de dezembro de 1404) foi um membro da Casa de Wittelsbach, que herdou os condados da Holanda, de Hainaut, e da Zelândia nos Países Baixos. Além disso, foi também duque da Baviera-Straubing.

## Biografia
Alberto era o terceiro filho de Luís IV do Sacro Império Romano-Germânico e de Margarida de Hainaut e Holanda, filha de Guilherme III, Conde da Holanda e Hainaut. Margarida tornou-se Imperatriz devido ao seu casamento com Luís IV, Sacro Imperador Romano-Germânico. Alberto tinha apenas 10 anos quando o seu pai morreu, deixando a maior parte da sua herança da Baviera para o seu meio-irmão mais velho, Luís V da Baviera, mas também alguns territórios aos filhos mais jovens.
O seu irmão mais velho, Guilherme V da Holanda, envolveu-se numa disputa com a sua mãe, sobre a obtenção de Holanda e Zelândia , que este conseguiria em 1354. Guilherme só obteria Hainaut em 1356, devido à morte da mãe. Guilherme foi apoiado pelo Partido dos burgueses das cidades. Estes opunham-se ao partido dos nobres descontentes, que eram partidários da Imperatriz Margarida. Esta tinha sido Condessa da Holanda, Zelândia e Hainault, em sucessão ao seu irmão Guilherme IV, que foi morto numa batalha. Ela renunciou a sua soberania em favor do seu filho Guilherme V, mas o resultado foi um período de grandes convulsões e caos que deu origem à formação destes dois partidos de oposição.
No entanto, a insanidade de Guilherme resultou na nomeação do Alberto, então com 22 anos de idade, como o governador (ou regente) dos territórios do seu irmão, de 1358 em diante. Durante a regência de Alberto, os assuntos do Condado correram melhor e o comércio também melhorou. Os problemas entre os dois partidos políticos permaneceram apenas abaixo da superfície. Guilherme viveu mais trinta anos, desde que Alberto estava na regência. Alberto não quis sucedê-lo formalmente até à sua morte em 1388, época em que ele já tinha casado as suas filhas com um certo número de príncipes imperiais e outros nobres. A filha mais velha, Margarida, foi a primeira a ter descendência: o seu filho, Filipe acabaria por herdar os territórios de Alberto.
No próprio reinado de Alberto, os problemas eclodiram entre as partes por causa de uma mulher. Alberto sempre teve amantes, mas desta vez as atenções foram atraídas para Aleid van Poelgeest, que ganhou influência política que se ressentiu. A conspiração foi tramada entre os membros da família de Alberto, e os nobres adjuvantes. Certa noite de Setembro em 1392, Aleid foi assassinada em Haia.
Alberto, fora de si, perseguiu estes nobres, pela espada e pelo fogo, conquistando um castelo após o outro. O seu próprio filho e herdeiro, Guilherme, não se sentiu seguros e passou a viver em Hainaut. Durante os seus últimos anos, Alberto lutou contra os frísios. Eles foram espancados uma e outra vez, mas nunca foram completamente conquistados.
Com a morte de Alberto, em 1404, ele foi sucedido por seu filho mais velho, Guilherme. Um filho mais novo, João III, tornou-se bispo de Liège. No entanto, a morte de Guilherme em 1417, fez com que uma guerra de sucessão eclodisse entre João e a filha de Guilherme, Jaqueline de Hainaut. Este seria o último episódio da guerra entre as duas facções de nobres. Finalmente, colocar-se-iam os municípios nas mãos da Borgonha.

## Família e descendência
Alberto casou-se em Passau depois de 19 de Julho de 1353, com Margarida de Brieg da Silésia (1342/43 - 1386), e teve sete filhos, os quais viveram até a idade adulta:
1. Catarina da Baviera (c. 1361-1400, Hattem), casou-se em Geertruidenberg em 1379 com Guilherme I de Gelders e Jülich ;
2. Joana da Baviera (c. 1362-1386), esposa de Venceslau de Luxemburgo ;
3. Margarida da Baviera (1363 - 23 de Janeiro de 1423, Dijon), casou-se em Cambrai em 1385, com João, Duque da Borgonha ;
4. Guilherme VI da Holanda (1365-1417), sucessor de Alberto;
5. Alberto II da Baviera (1369 - 21 de Janeiro, em 1397, Kelheim);
6. Joana Sofia da Baviera (c. 1373 - 15 nov 1410, Viena), casou a 15 de Junho, 1395, com Alberto IV, Duque da Áustria ;
7. João III (1374/76 - 1425), bispo de Liège.

Ele também tinha vários filhos ilegítimos.
Albert contraiu um segundo casamento, em 1394, em Heusden com Margarida de Cleves (c. 1375-1412), irmã de Adolfo I, duque de Cleves, mas eles não tiveram filhos.